# Vevey
Vevey (výslovnost [vəvɛ]) je město na jihozápadě Švýcarska, v okrese Riviera-Pays-d’Enhaut v kantonu Vaud. Město leží na břehu Ženevského jezera a je celosvětovým sídlem potravinářské společnosti Nestlé. Žije zde přibližně 20 tisíc obyvatel.

## Geografie

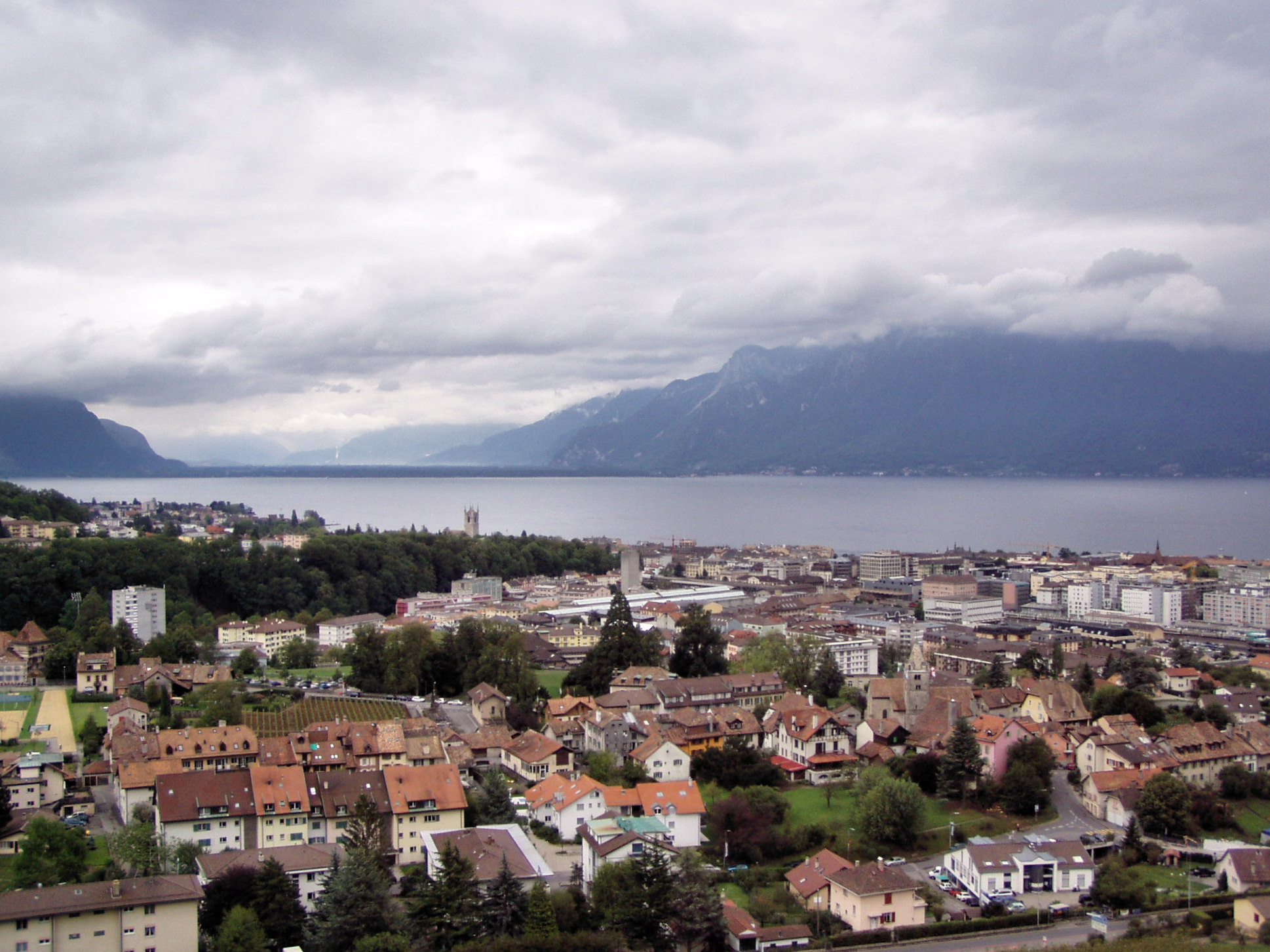
Pohled na město ze severozápadu

Město Vevey leží v nadmořské výšce 383 metrů, 18 kilometrů jihovýchodně od hlavního města kantonu Lausanne a šest kilometrů severozápadně od Montreux.
Území obce o rozloze pouhých 2,4 km² tvoří plochý náplavový kužel, který řeka Veveyse v průběhu času vytvořila při svém vtoku do Ženevského jezera, a kopec Charmonthey východně od toku řeky. Vevey má asi dva kilometry pobřeží Ženevského jezera se třemi přístavišti a hlavním přístavem.
Krajina Vevey leží na jižním úpatí hory Mont Pèlerin (masiv Les Pléiades), na Vaudské riviéře a na okraji Alp.
Hranice města sleduje na severozápadě úpatí Mont Pèlerin a částečně potok Ruisseau de Bergère vedle sousední obce Corseaux, na severu pod kopcem Corsier-sur-Vevey a vede úzkým údolím Veveyse až k okraji terasy La Veyre, kde se nachází nejvyšší bod Vevey v nadmořské výšce 500 m. V severovýchodní části města se nachází potok Ruisseau de Bergère. Na východě město sousedí se čtvrtěmi Gilamont (454 m n. m.), Clies (450 m n. m.) a Hauteville v obci Blonay - Saint-Légier a na jihovýchodě, na viničním kopci Crêt Richard a v nivě potoka Ognona, s městskou částí La Tour-de-Peilz.
Podle statistiky z roku 1997 pokrývala zastavěná plocha 90 %, lesy a lesní porosty asi 6 % a zemědělská půda asi 4 % plochy. Sousedními obcemi jsou Blonay – Saint-Légier, Corseaux, Corsier-sur-Vevey a La Tour-de-Peilz.

## Historie

Vevey počátkem 19. století

Vevey má velmi dlouhou tradicí osídlení. Nejstarší stopy, které člověk na území obce zanechal, pocházejí z kůlových sídlišť z neolitu a doby bronzové. Objeveno bylo také pohřebiště z pozdní doby bronzové. Obec byla pravděpodobně osídlena Kelty již od 4. století před naším letopočtem. V místě existovala neolitická kolová osada, Klaudios Ptolemaios uvádí městečko pod názvem Ouikos.
V římské době se Vevey nacházelo na důležité vojenské cestě z Velkého Svatobernarského průsmyku podél východního břehu Ženevského jezera do Aventicum (Avenches). Vedlejší větev této cesty vedla do Lausanne. Na tomto rozcestí vzniklo malé městečko, o němž je však archeologicky známo jen málo. V římských uličních adresářích bylo místo uvedeno pod názvem Vibisco, na Peutingerově mapé jako Vivisco. Další latinské názvy byly Bibiscum a Viviacum. Název místa pochází z latinizovaného názvu keltského kmene Vivisci.
Další listinná zmínka o obci pod názvem Bibiscon pochází z 5. století a rovněž dokládá osídlení v tomto přechodném období. Ze středověku se dochovaly názvy Viviscum (1011), Vivesium (1017), Vivois (1163), Vives (1177), Vivex (ve 12. století) a Viveis (1225).
Rybářská vesnice patřila kolem roku 1000 ke království Horní Burgundsko. Rozsáhlé pozemky v obci však vlastnila také lausannská katedrální kapitula, opatství Saint-Maurice, kanovníci velkopřevorství svatého Bernarda a sionský biskup. V roce 1011 převedl burgundský král Rudolf III. svá práva nad Vevey na lausannského biskupa. V roce 1250 koupil tato práva Petr Savojský a předal je jako léno pánům z Blonay a Oronu. Město se rychle vyvinulo v důležité obchodní centrum u Ženevského jezera. V průběhu 14. století se obyvatelé Vevey zorganizovali, v roce 1356 jim savojská vrchnost udělila první svobody a od roku 1370 vytvořili městskou správu.

Letecký pohled (1965)

Po dobytí Vaudu Bernem v roce 1536 přešlo Vevey pod vládu Bernských. Ti založili panství Chillon, které byl od roku 1735 známé jako panství Vevey, když dal místní rychtář za své sídlo přednost městu Vevey před hradem Chillon. Tento útvar zahrnoval území dnešního okresu Vevey s výjimkou částí severně od říčky Veveyse, které patřily k panství Lausanne; k panství Vevey bylo přiřazeno také Villeneuve.
Po pádu Staré konfederace patřilo město v letech 1798–1803 v období helvétského soustátí ke kantonu Léman, který byl následně po vstupu v platnost Ústavy o zprostředkování sloučen s kantonem Vaud. V roce 1798 se stalo hlavním městem okresu Vevey. V 19. století se Vevey rozvinulo ve významné průmyslové centrum a díky své atraktivní poloze a mírnému klimatu se stalo také turistickým cílem. V důsledku toho rychle rostl počet obyvatel a město již ve druhé polovině 19. století dosahovalo svých městských hranic. V roce 1892 byly od Corsier-sur-Vevey odděleny a k Vevey připojeny čtvrti Arabie, Plan-Dessous, Plan-Dessus, Sous-Crêts, Corsets a Faubourg-Saint-Antoine, které se nacházely na okraji Vevey na náplavovém kuželu řeky Veveyse. Další úprava hranic byla provedena v roce 1931, kdy byla oblast Gilamont postoupena Vevey u Saint-Légier-La Chiésaz.
V průběhu 19. století zažilo Vevey v důsledku industrializace rychlý hospodářský rozmach. Ve Vevey byla v roce 1866 založena Henri Nestlé S.A., největší potravinářská společnost na světě. Díky čilé stavební činnosti zaznamenalo Vevey v tomto období také nejsilnější nárůst počtu obyvatel.

## Obyvatelstvo
| Rok            | 1850 | 1900   | 1910   | 1930   | 1950   | 1960   | 1970   | 1980   | 1990   | 2000   |
| Počet obyvatel | 5201 | 11 781 | 13 664 | 13 036 | 14 264 | 16 269 | 17 957 | 16 139 | 15 968 | 16 202 |

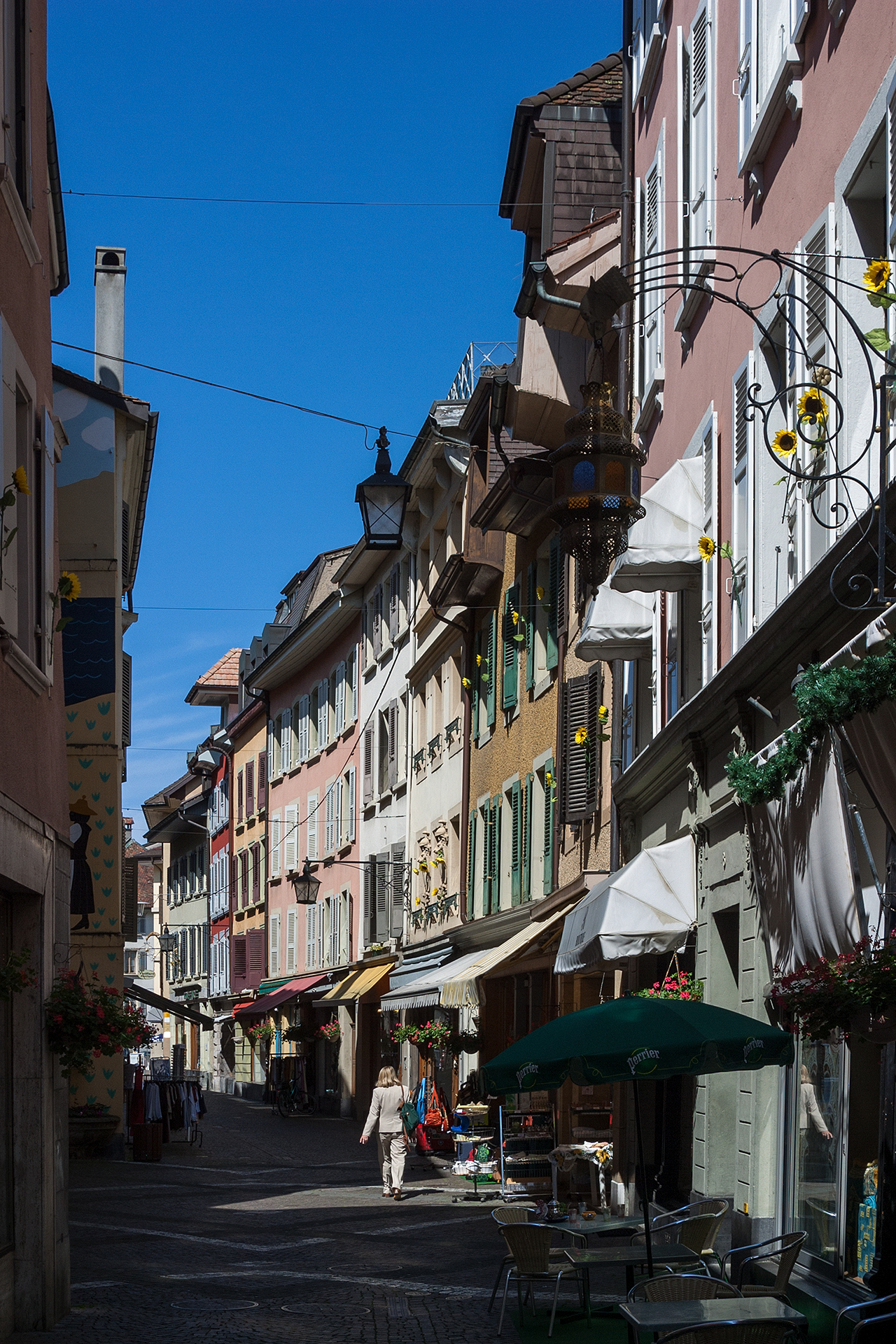
Historické centrum města

Vevey je jednou z největších obcí kantonu Vaud a druhým největším městem aglomerace Vevey-Montreux, která má celkem asi 70 000 obyvatel. Vevey je také součástí metropolitního regionu Ženeva-Lausanne. Z celkového počtu obyvatel je 77,3 % francouzsky mluvících, 5,3 % italsky mluvících a 3,7 % portugalsky mluvících (stav k roku 2000). Počet obyvatel Vevey prudce vzrostl zejména v letech 1940–1970. Na počátku 70. let 20. století dosáhl počet obyvatel přechodného maxima, a to přibližně 18 000. V důsledku hospodářské recese počet obyvatel po roce 1974 výrazně klesl a od roku 1980 se pohyboval kolem 16 000 obyvatel. Rezervy stavebních pozemků města jsou téměř vyčerpány. Ve 21. století se sídelní oblast Vevey plynule rozrostla o oblasti obcí Corseaux, Corsier-sur-Vevey, La Tour-de-Peilz a Montreux, se kterými stavebně splynula. Aglomerace Vevey s výše uvedenými okrajovými obcemi má dnes přibližně 60 000 obyvatel.

## Hospodářství

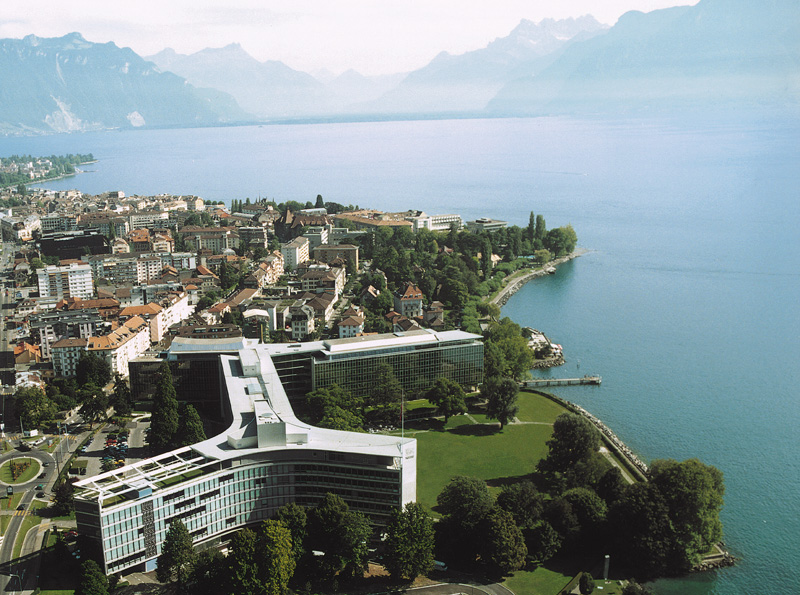
Sídlo Nestlé na břehu Ženevského jezera

Vevey vděčí za svůj hospodářský rozvoj své poloze na severovýchodním břehu Ženevského jezera. Dříve bylo důležitým překladištěm na obchodní cestě z Francie a ze silnice přes Velký Svatobernardský průsmyk do Gruyères a Bernu. Zboží se přepravovalo z Francie přes Juru do Ženevy a odtud lodí do Vevey, odkud se povozy dopravovalo na další místa určení.
Až do 18. století se Vevey částečně vyznačovalo zemědělstvím. Město leží ve velké vinařské oblasti Lavaux na riviéře. Zemědělské produkty z okolí se ve městě zpracovávaly a obchodovalo se s nimi. K městskému průmyslu patřili výrobci tabáku a sukna, kloboučníci, koželužny, ale také mramorové dílny a hodinářství, které se často provozovalo v domácnostech.
Na počátku 19. století se město rychle rozvíjelo jako průmyslové centrum a v průběhu století docházelo ke strukturálním změnám, kdy vznikaly velké podniky. V tomto období byla například založena Caisse d’Epargne Riviera jako první spořitelna v kantonu Vaud (1814), otevřeny strojírenské dílny Ateliers de constructions mécaniques de Vevey (1842) a založena tabáková továrna Rinsoz & Ormond (1852). Vevey se stalo významným centrem čokoládového průmyslu: François-Louis Cailler založil kolem roku 1819 první čokoládovnu ve Švýcarsku. V roce 1875 zde Daniel Peter vyrobil první mléčnou čokoládu. V budově bývalého ředitelství Nestlé bylo roku 1985 zřízeno potravinářské muzeum Alimentarium.
V průběhu 20. století došlo k několika hospodářským krizím, například v hodinářském průmyslu ve 30. letech a v cestovním ruchu během druhé světové války. V důsledku toho se hospodářství diverzifikovalo do oblasti průmyslu a obchodu. Recese v letech 1974 a 1975 těžce zasáhla i průmysl, což vedlo k uzavření mnoha podniků a nepřímo i ke snížení počtu obyvatel o zhruba 2000 během 10 let.
Na začátku 21. století bylo ve Vevey přibližně 11 000 pracovních míst. Vzhledem k tomu, že v primárním sektoru je stále zaměstnáno 0,5 % pracovní síly, stalo se zemědělství prakticky bezvýznamným, zejména proto, že téměř veškerá bývalá zemědělská půda v městské oblasti byla zastavěna. Přibližně 15 % pracovní síly je zaměstnáno v průmyslovém sektoru a 85 % v sektoru služeb (stav k roku 2001).
Působí zde také řada dalších společností z oblasti potravinářského a nápojového průmyslu, farmaceutického průmyslu, tiskařství a vydavatelství (včetně Éditions de l’Aire), přístrojového inženýrství, přesné mechaniky a mikrotechnologie. Vevey je také sídlem bank a pojišťoven, městské a okresní správy a dodavatele energie Holdigaz.
Město mělo dvě regionální nemocnice, Hôpital de la Providence (od roku 1933) a Hôpital du Samaritain (od roku 1956), které byly v roce 2019 sloučeny do nově založené kantonální nemocnice Hôpital Riviera-Chablais, jejíž hlavní zařízení se nachází v Rennaz.

## Doprava

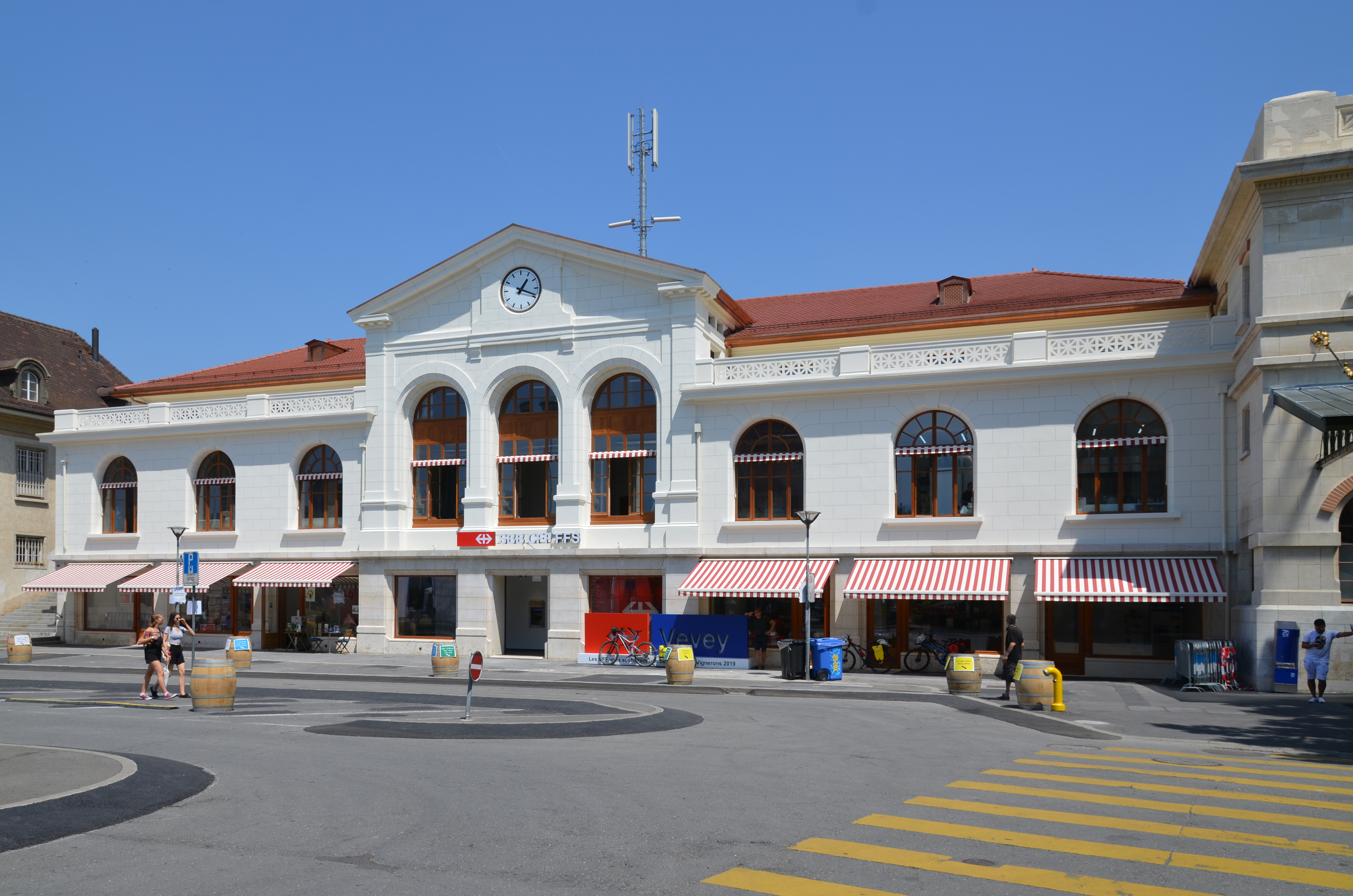
Železniční stanice Vevey

Vevey má velmi dobré dopravní spojení. Leží na hlavní silnici č. 9, která vede z Lausanne podél břehu jezera přes Vevey a Montreux do Valais. V centru se od ní odpojuje hlavní silnice č. 12 do Fribourgu. Nejbližší dálniční křižovatka (Vevey) na dálnici A9 (Lausanne–Sion), která byla otevřena v roce 1970, je vzdálena asi 3 km od centra města. Nad Vevey, těsně za hranicí městské části, se nachází křižovatka La Veyre, kde se od roku 1980 setkává dálnice A12 (Bern–Vevey) s A9. Vevey je díky osobní lodní dopravě na Ženevském jezeře historicky spojeno také s mnoha sousedními obcemi po vodě.
Dne 2. dubna 1861 byl otevřen úsek železniční tratě Lausanne–Villeneuve z Lausanne do Sionu (Simplonská dráha) se stanicí ve Vevey. Stanice Vevey se rozvinula v regionální dopravní uzel s otevřením úzkorozchodné železniční tratě do Blonay (1. října 1902) a Châtel-Saint-Denis (v provozu v letech 1904–1969), spojení do Puidoux-Chexbres (2. května 1904, standardní rozchod na nové trati) a železniční tratě do Châtel-Saint-Denis (2. května 1904, standardní rozchod na nové trati). Lanovka Vevey – Mont Pèlerin byla otevřena v roce 1900 a její údolní stanice má dosud nástupiště z trati do Puidoux-Chexbres.
Od roku 1888 jezdila podél jezera elektrická tramvaj Vevey – Montreux – Chillon – Villeneuve. Byla to první elektricky provozovaná dráha ve Švýcarsku a v roce 1957 ji nahradil trolejbus Vevey–Villeneuve, který provozuje společnost Transports publics Vevey-Montreux-Chillon-Villeneuve (VMCV). Tato společnost je zodpovědná jak za městskou autobusovou síť, tak za trať do Châtel-Saint-Denis (náhrada za bývalou úzkokolejku).

## Turismus

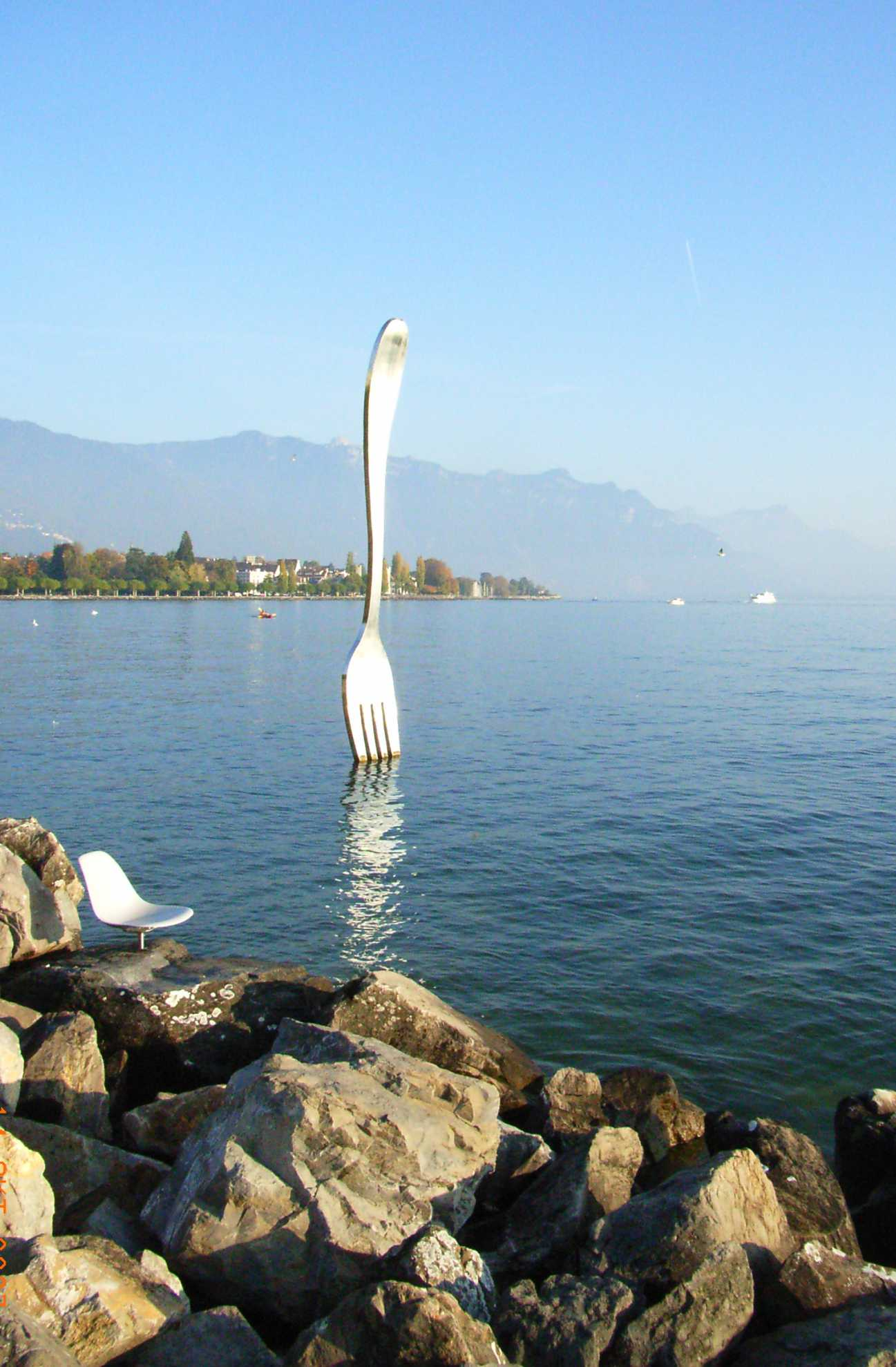
Skulptura vidličky v Ženevském jezeře

Sídlí zde Švýcarské muzeum fotoaparátů a výtvarné muzeum Jenisch. K turistickým atrakcím patří i zámek Château de l’Aile, neoklasicistní sýpka La Grenette a pravoslavný chrám svaté Barbory. Vevey leží v oblasti na severním pobřeží Ženevského jezera, zvané Švýcarská riviéra, nachází se zde množství luxusních hotelů. V blízkosti města se nachází vinařská oblast Lavaux, jednou za zhruba dvacet let se koná velká slavnost vinobraní Fête des Vignerons. Tradici gastronomie a potravinářského průmyslu připomíná obří socha vidličky, která ční z vod jezera.

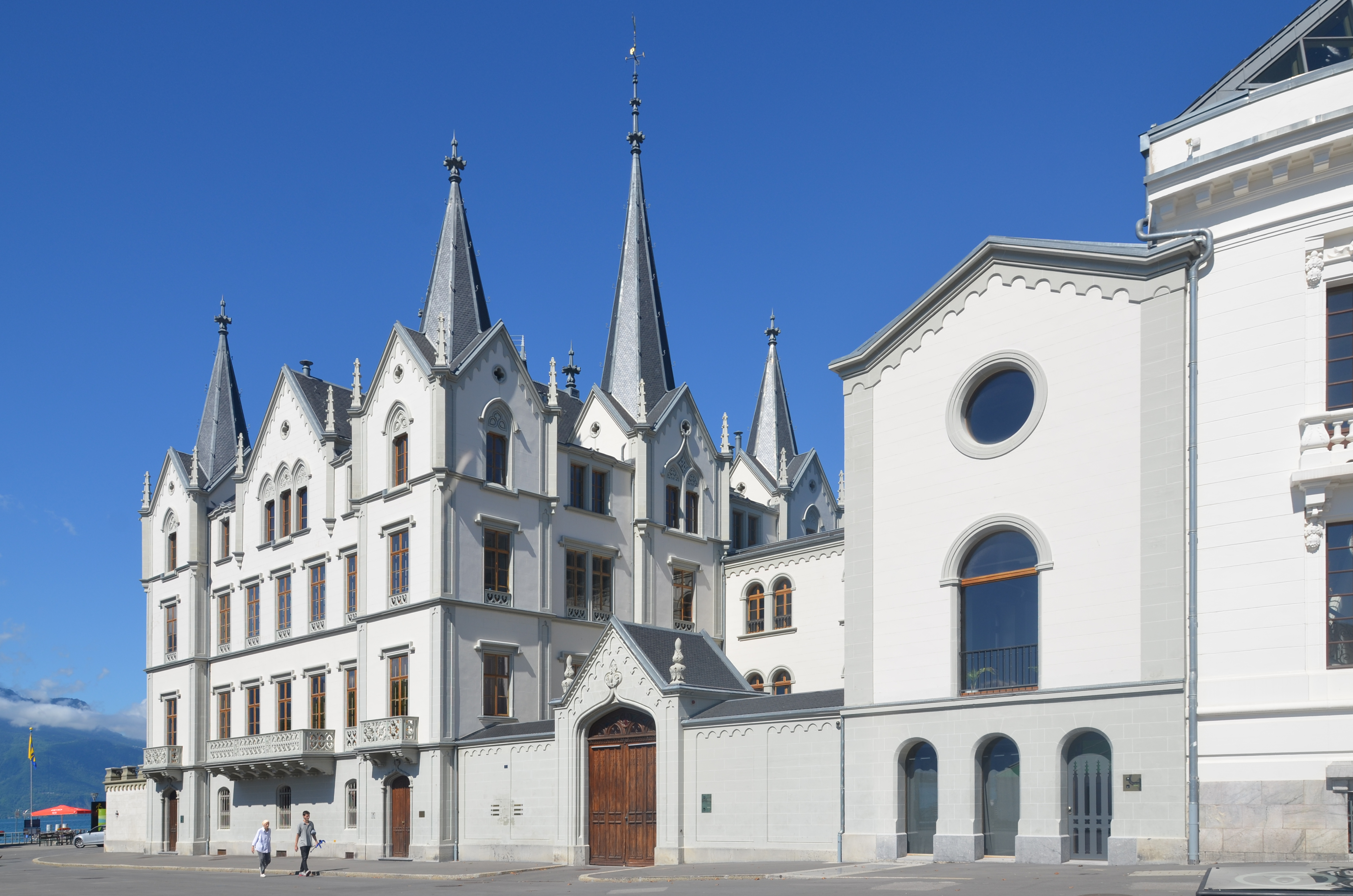
Zámek Château de l’Aile

Ve starém městě se dochovala řada charakteristických měšťanských a patricijských domů ze 17. až 19. století.
Západně od starého města se nachází náměstí Grande Place, kde se konají vinařské slavnosti a které je obvykle obsazeno automobily, pokud se na něm nekonají slavnosti nebo trh. Na tomto náměstí se nachází Grenette, bývalá sýpka z roku 1808, Casino postavené v roce 1830 a novogotický zámek Château de l’Aile (známý také jako Couvreu a nyní v soukromém vlastnictví).
U severozápadního vjezdu do města stojí prosklená skeletová stavba administrativní budovy Nestlé, která byla postavena v letech 1958–1960 podle plánů architekta Jeana Tschumiho.
Pro Vevey je charakteristická také promenáda u jezera, vybudovaná v roce 1830, s typickou lázeňskou architekturou a několika městskými parky, jako je Parc de l’Arabie na Veveyse, Jardin du Rivage a Jardin Roussi při jihovýchodním vjezdu do města.

## Osobnosti
Ve Vevey se narodili astronaut Claude Nicollier a olympijský vítěz v cyklistice Pascal Richard. Žili tu Jean-Jacques Rousseau, který do města zasadil děj své knihy Julie aneb Nová Héloisa, i Fjodor Michajlovič Dostojevskij, který při pobytu ve Vevey napsal část knihy Idiot. Le Corbusier vytvořil nedaleko Vevey jednu ze svých nejznámějších staveb, vilu Le Lac. Zemřeli zde Henryk Sienkiewicz, Graham Greene a Charlie Chaplin (v nedalekém Corsier-sur-Vevey), pochovaný u kostela na místním hřbitově, jemuž město věnovalo také sochu (autor John Doubleday) a v dubnu 2016 bylo otevřeno Chaplinovo muzeum.
Pomník od Jana Knoblocha zde má i Jan Palach.